# Casperia erebipennis
Casperia erebipennis är en fjärilsart som beskrevs av Walker 1867. Casperia erebipennis ingår som enda art i släktet Casperia och familjen nattflyn. Inga underarter finns listade i Catalogue of Life.